# オットー・エーリヒ・ドイチュ

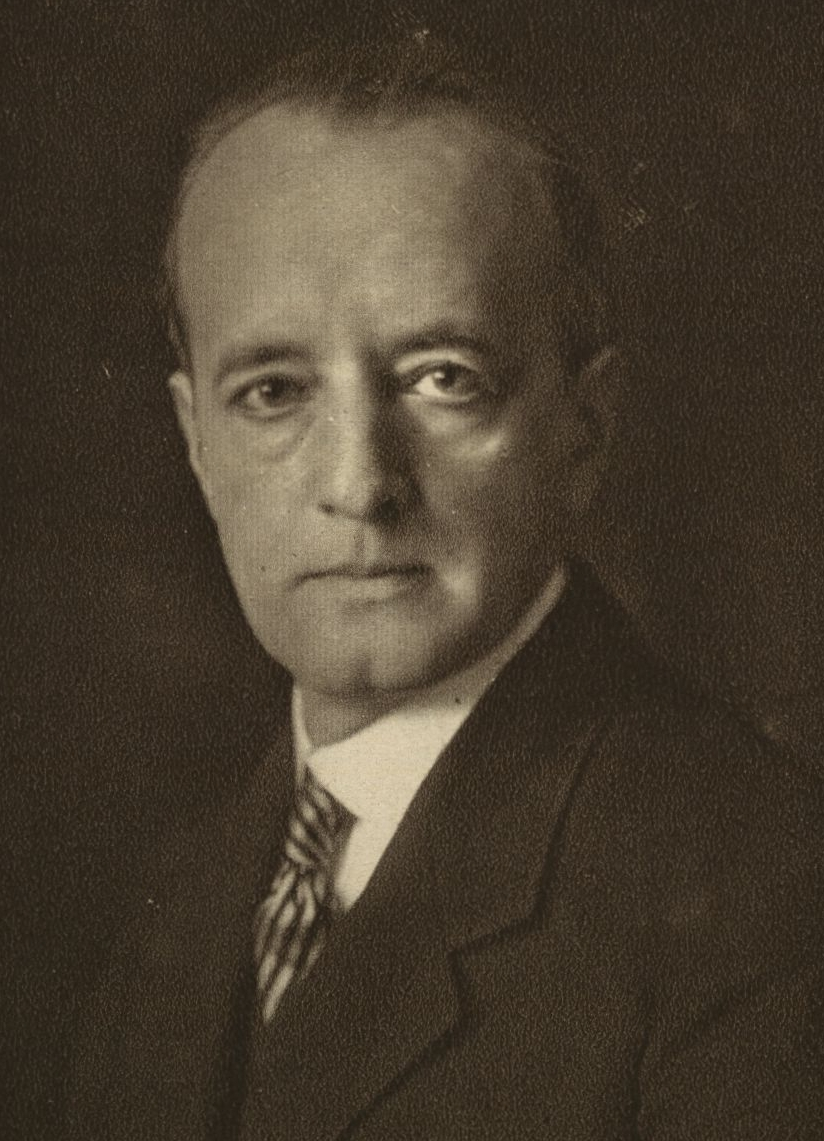
オットー・エーリヒ・ドイチュ（1928年以前の撮影）

オットー・エーリヒ・ドイチュ（Otto Erich Deutsch, 1883年9月5日 - 1967年11月23日）は、オーストリア出身の音楽学者。

## 人物
ウィーンでユダヤ人の家庭に生まれる。ウィーンとグラーツにて、芸術史と文学史を専攻する。1912年までウィーン大学芸術史研究所の助手を務める。
第一次世界大戦に出征して3年間の従軍生活を送った後、音楽史の研究に専念する。1928年に教授となる。
1939年、第二次世界大戦勃発と共にナチスを避けて渡英し、ケンブリッジで過ごす。1951年、シューベルトの全作品を初めて網羅分類して作品番号を振り、D番号と命名する。この番号は、通常ドイチュ番号と呼ばれている。
1952年にオーストリアへ帰国する。1955年、ヘンデルの伝記を上梓する。1961年、モーツァルトの浩瀚な伝記を刊行する。
1967年、ウィーンで死去した。

## 日本語訳書
- 石井不二雄訳『シューベルト 友人たちの回想』（白水社）1978年
- 井本晌二訳『ドキュメンタリー モーツァルトの生涯』（シンフォニア）1989年
- 實吉晴夫訳『シューベルトの手紙』（メタモル出版）1997年